# Tau gallicum

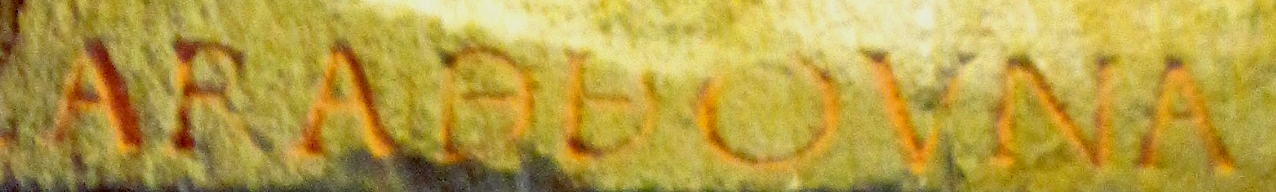
Le nom ARAꟇꟇOVNA sur une tombe gauloise, illustrant le tau gallicum (musée de la Cour d'Or, Metz, France).

Le tau gallicum est une lettre utilisée par les Gaulois pour retranscrire leur langue. Elle peut prendre diverses formes, analogues au D barré avec barre médiane ou à Θ.

## Nom
La locution latine « tau gallicum » signifie littéralement « tau gaulois ».
La seule mention connue du tau gallicum se rencontre dans le Catalepton, un ensemble d'épigrammes attribuées à Virgile et rassemblées après sa mort dans l'Appendix Vergiliana. La deuxième épigramme contient le texte suivant :
« Corinthiorum amator iste uerborum,
iste iste rhetor, namque quatenus totus
Thucydides, tyrannus Atticae febris:
tau Gallicum, min et sphin ut male illisit,
ita omnia ista uerba miscuit fratri. »
— Virgile, Catalepton II
On ignore toutefois si le son décrit par Virgile est le même que celui pour lequel le terme est utilisé actuellement.

## Lettre
Après avoir utilisé l'alphabet grec, les Gaulois adoptent l'alphabet latin pour retranscrire leur langue. Ils conservent toutefois quelques lettres du précédent alphabet pour noter des sons inconnus du second. Le tau gallicum dériverait de la lettre grecque thêta, Θ. Sa graphie est très variable : on rencontre entre autres un D barré, ressemblant à Đ mais où la barre horizontale traverse totalement la lettre, ainsi qu'une forme analogue à l'eth minuscule ð. Le caractère évolue ensuite vers un double ou simple s barré, ss, puis vers un ou deux s simples.
On rencontre la lettre dans l'initiale du nom de la déesse celte Sirona, dont le nom est écrit de différentes façons : Sirona, Đirona, Thirona, mettant en évidence la difficulté de noter le son initial dans l'alphabet latin.
La lettre est également présente dans la tablette de Chamalières, une tablette de plomb découverte en 1971 à Chamalières et écrite en langue gauloise avec des lettres cursives latines : snIeððdic, aððedillI.

## Prononciation
La valeur précise du son transcrit par le tau gaulois n'est pas connue. On suppose qu'il note le groupe consonantique dental affriqué /t͡s/, interchangeable avec /s͡t/ en position initiale.

## Représentation informatique
Voir les points de code Unicode décrits dans l'article « D barré à travers la panse (représentation informatique) ».